# Ördögkeresztúr
Ördögkeresztúr (románul Cristorel) falu Esküllő községben, Kolozs megyében, Erdélyben, Romániában.

## Fekvése
Kolozsvártól légvonalban 25 km-re északnyugatra, Dobokától 22 légvonalban km-re nyugatra fekvő település.

## Nevének eredete
Nevének „Ördög” előtagját egykori birtokosától (Ördög András) kapta, míg „Keresztúr” utónevét valószínűleg Szent Kereszt tiszteletére szentelt temploma után kapta.

## Története
A falu nevét 1320-ban említette először oklevél p. Kerestur alakban.
1587-ben Eordeogkereszthur, 1750-ben Erdőkeresztur, 1760-ban Ördög Keresztur, 1808-ban Ördög-, Óerdőkeresztur, 1913-ban Ördögkeresztúr néven írták.
Keresztur a Zsombor nemzetségből származó Lőrinc fia Mihály fiainak, Theke János, Botos Miklós és Ördög Andrásnak a birtoka volt, kiktől 1320 körül hűtlenségük miatt Károly Róbert király a birtokot elvette és Elefánti Dezső sebesvári várnagynak adományozta azt, melyet csak 1331-ben kaptak vissza Lőrinc fia Mihály fiai.
1320-ban a falunak már említették Szent Kereszt tiszteletére szentelt plébániatemplomát is.
A falu középkori lakossága a reformáció alatt a templommal együtt református lett.
1619-1632 között Gyalui János (Rettegi) Sólyomkőn és Ördögkeresztúron volt református lelkipásztor.
A 18. században a templom sokáig romokban hevert, a 19. században építettek újat helyette.
1715-ben megfogyatkozott magyar lakossága mellé románok költöztek a településre.
1910-ben 573 lakosából 203 fő magyar, 11 német, 359 román volt. A lakosok közül 358 fő görögkatolikus, 197 református, 11 pedig izraelita volt.
A trianoni békeszerződés előtt Kolozs vármegye Hídalmási járásához tartozott.
2002-ben 439 lakosa közül 356 fő (81,1%) román, 69 (15,7%) magyar nemzetiségű és 14 (3,2%) cigány etnikumú volt.

## Nevezetességek
1320-ban plébániatemploma van, erről a Szent Kereszt tiszteletére szentelt templomáról nevezhették el. A középkori templom a 18. században sokáig romokban hever, helyette a 19. században újat építenek. Középkori katolikus lakossága a reformáció során református lesz a templommal együtt.